# استاتینا آی اف
استاتینا آی اف یکی از باشگاه های فوتبال سوئد است که در شهر هلسینگبورگ واقع شده.
این باشگاه دو فصل ۱۹۲۸-۱۹۲۷ و۱۹۳۰-۱۹۲۹ در لیگ برتر فوتبال سوئد حضور داشته است.